# Jan Fitschen

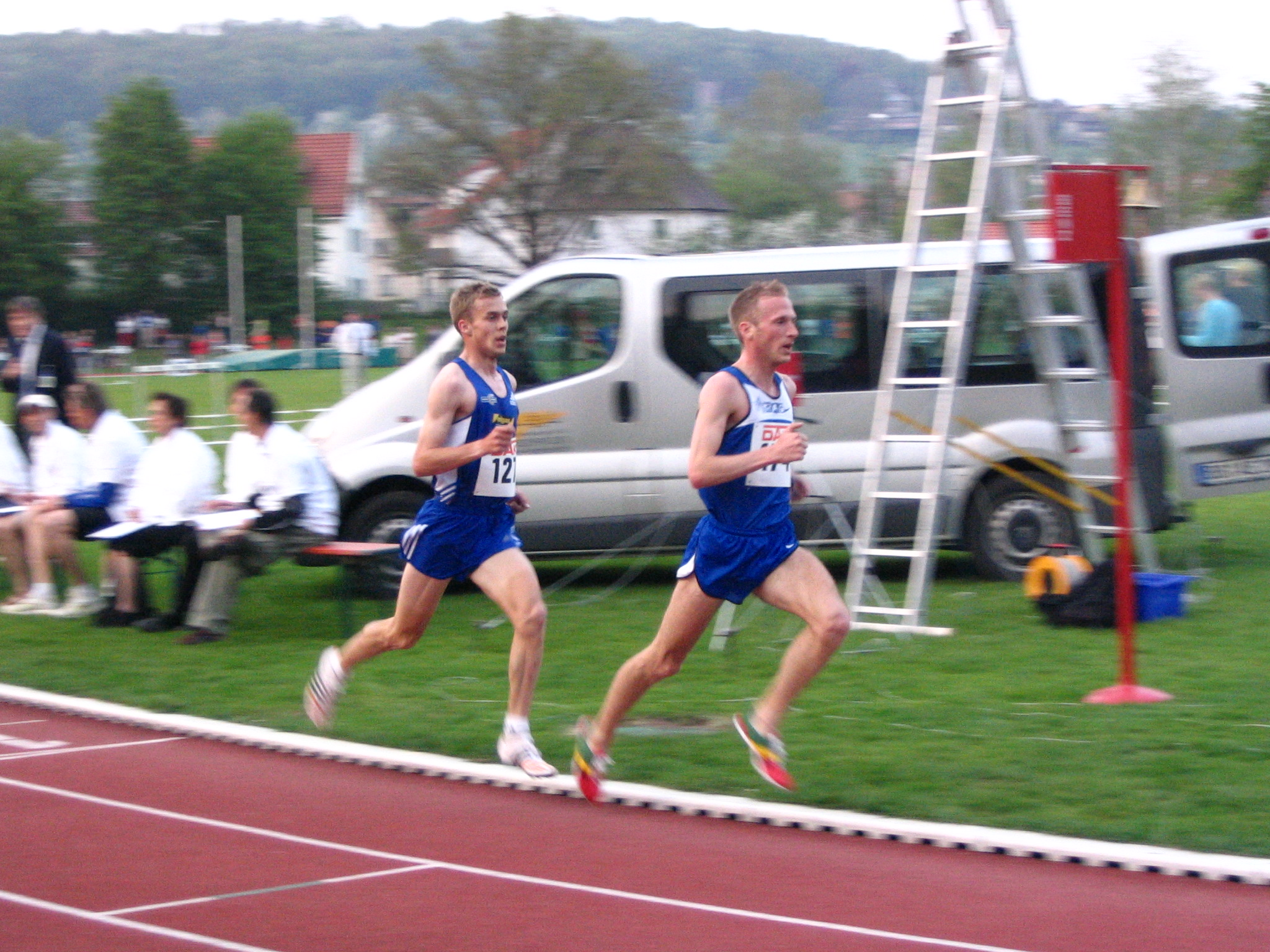
Fitschen (rechts) bei den Deutschen 10.000-Meter-Meisterschaften 2006

Jan Fitschen (* 2. Mai 1977 in Nordhorn, Niedersachsen) ist ein ehemaliger deutscher Langstreckenläufer. Er bestritt auch Marathonläufe und war 2006 Europameister im 10.000-Meter-Lauf.

## Berufsweg
Parallel zum Leistungssport absolvierte Fitschen ein Studium der Physik an der Ruhr-Universität Bochum, das er 2008 mit dem Diplom abschloss, und im Anschluss ein Managementstudium am HIMS der Fernuniversität in Hagen, das er 2010 abschloss. Von 2014 bis 2016 war er Cheftrainer beim Run Club der App Nike+ Run Club (NRC). Er hält Vorträge und Seminare zum Thema Laufen in Theorie und Praxis, ist aktiv als Keynotespeaker und bezeichnet sich auch als „langsamer Profiläufer“. Unter dem Motto „Laufen ist einfach“ motiviert er seit 2019 mit dem Projekt 10.000 × 10.000 Menschen zum Laufeinstieg. Neben Aktivitäten als TV-Experte und auf Social Media ist er als Podcaster erfolgreich.
Im September 2015 veröffentlichte Fitschen das Buch Wunderläuferland Kenia. Die Geheimnisse der erfolgreichsten Langstreckenläufer der Welt. Auf seiner Webseite gibt Fitschen an, Vorträge, Workshops und Seminare an zum Thema Krisenbewältigung und Motivation anzubieten.

## Sportliche Karriere
Seine Leichtathletik-Karriere begann Fitschen in Osnabrück, wo er aufwuchs.
Zunächst war er beim 1500-Meter-Lauf erfolgreich. Im Jahre 1996 wurde er Deutscher Vizejugendmeister, 1997 und 1998 holte er Bronze bei den Deutschen Juniorenmeisterschaften. Er wurde 1999 Deutscher Vizejuniorenmeister und Deutscher Juniorenmeister im Crosslauf. Bei den U23-Europameisterschaften machte Fitschen mit einem fünften Platz über 1500 Meter auf sich aufmerksam. Über diese Distanz hatte er in der Erwachsenenklasse in der Halle Bronze geholt und war im Freien Vizemeister geworden. Im Jahr darauf wurde er auf der Mittelstrecke Deutscher Meister im Crosslauf.
2001 wurde Fitschen bei den Deutschen Hallenmeisterschaften Deutscher Vizemeister über 3000 Meter hinter Dieter Baumann. Baumann hatte trotz Sperre sein Startrecht gerichtlich erwirkt, was aber vom Internationalen Leichtathletik-Verband IAAF nicht anerkannt wurde. Alle Sportler des 3000-Meter-Endlaufs wurden suspendiert, wodurch Fitschen nicht an den Hallenweltmeisterschaften in Lissabon teilnehmen konnte.
2001, 2002, 2005 und 2006 wurde Fitschen über 5000 Meter Deutscher Meister, ebenso über die 10.000 Meter in den Jahren 2005, 2006 und 2007. In der Halle wurde er über 3000 Meter siebenmal in Folge (2002 bis 2008) Deutscher Meister. Im Jahre 2002 errang er mit der Mannschaft den Deutschen Meistertitel im Crosslauf, wozu er mit einem Platz im Einzel beitrug. Mit der Mannschaft kam er beim Europacup auf den 3. Platz.
2003 wurde Fitschen bei der Universiade in Daegu (Südkorea) Studentenweltmeister über 10.000 Meter und Studentenvizeweltmeister über 5000 Meter. Beim Hallen-Europacup belegte er mit der Mannschaft den zweiten Platz. 2005 war Fitschen Deutscher Meister im Straßenlauf und kam mit der Mannschaft beim Europacup auf den dritten Platz.
Sein bis dahin größter Erfolg war der Sieg bei den Europameisterschaften 2006 in Göteborg über 10.000 Meter. Begünstigt wurde Fitschens Sensationserfolg durch ein taktisch geprägtes Rennen, das er als ehemaliger Mittelstreckenläufer im Schlussspurt gewinnen konnte. Er wurde damit erst der dritte deutsche Europameister über diese Distanz nach Jürgen Haase und Manfred Kuschmann.
Bei den Weltmeisterschaften 2007 in Osaka startete er über 5000 Meter und schied im Halbfinale aus. Aufgrund einer Verletzung musste Fitschen sowohl auf die Teilnahme an den Olympischen Spielen 2008 als auch an den Weltmeisterschaften 2009 in Berlin verzichten.
Bei den Europameisterschaften 2010 in Barcelona belegte Fitschen als Titelverteidiger über die 10.000-Meter-Strecke den zwölften Platz. Im selben Jahr wurde er zum zweiten Mal Deutscher Meister im 10-km-Straßenlauf. Danach wechselte er ganz auf die Straße. Im Halbmarathonwettbewerb beim Köln-Marathon im Oktober wurde er in 1:05:19 h Dritter.
Im April 2011 siegte Fitschen beim 25-Kilometer-Lauf in Herne in 1:16:56 h vor dem zeitgleichen Tansanier Ezekiel Jafari. Im Monat darauf gab er beim Düsseldorf-Marathon sein Marathon-Debüt und wurde in 2:20:15 h Achter.
Im Juni 2012 siegte Fitschen beim Stuttgart-Lauf in 1:06:55 h auf der Halbmarathon-Strecke. Beim Berlin-Marathon im Herbst lief er auf Platz 14 und war in 2:13:10 h schnellster europäischer Teilnehmer.
2013 wurde Fitschen mit neuer persönlicher Bestzeit Deutscher Meister im Halbmarathon. Im Oktober 2013 hatte Fitschen eine Fersenoperation und musste seine Leistungssportkarriere unterbrechen. Deshalb konnte er sich nicht für die Europameisterschaften 2014 in Zürich qualifizieren.
Im Oktober 2015 beendete Fitschen seine Leistungssportkarriere. Im November 2023 startete er beim New-York-Marathon und belegte Platz 920 in 2:56:02 Stunden.
Jan Fitschen ist 1,76 m groß und hatte ein Wettkampfgewicht von etwa 60 kg.

## Vereinszugehörigkeiten
Seit 1998 startete Fitschen für den TV Wattenscheid 01 Leichtathletik und wurde von Anton Kirschbaum, Wolfgang Riesinger und Reinhard Knoop trainiert.

## Ehrungen
Fitschen wurde zum „Leichtathleten des Jahres 2006“ gewählt.

## Bestleistungen
- 3000 m: 7:46,22 min, 30. Mai 2003 in Dessau
  - (Halle): 7:47,21 min, 17. Februar 2006 in Düsseldorf
- 5000 m: 13:14,85 min, 28. Juli 2007 in Heusden-Zolder
- 10.000 m: 28:02,55 min, 4. Mai 2008 in Stanford
- Halbmarathon: 1:03:22 h, 14. April 2013 in Refrath
- Marathon: 2:13:10 h, 30. September 2012 in Berlin